# Nemzeti Bajnokság I 1916-17
La Nemzeti Bajnokság I 1916-17 fue la 14.ª edición del Campeonato de Fútbol de Hungría. El campeón fue el MTK Budapest, que conquistó su cuarto título de liga. El goleador fue Imre Schlosser del Ferencvárosi TC por séptima vez consecutiva. Se otorgaron dos puntos por victoria, uno por empate y ninguno por derrota. Esta temporada es la sucesora de la temporada 1913-14, porque las temporadas 1914-15 y 1915-16 fueron suspendidas por la Primera Guerra Mundial.

## Tabla de posiciones
|    | Equipo             | PJ | PG | PE | PP | GF  | GC | DG  | Pts | Notas      |
| -- | ------------------ | -- | -- | -- | -- | --- | -- | --- | --- | ---------- |
| 1  | MTK                | 22 | 21 | 0  | 1  | 113 | 16 | +97 | 42  | Campeón    |
| 2  | Törekvés SE        | 22 | 16 | 2  | 4  | 71  | 20 | +51 | 34  |            |
| 3  | Újpesti TE         | 22 | 11 | 5  | 6  | 28  | 28 | 0   | 27  |            |
| 4  | Ferencvárosi TC    | 22 | 11 | 4  | 7  | 29  | 23 | +6  | 26  |            |
| 5  | III. Kerületi TVE  | 22 | 9  | 4  | 9  | 32  | 30 | +2  | 22  |            |
| 6  | Vasas SC           | 22 | 6  | 9  | 7  | 29  | 30 | -1  | 21  |            |
| 7  | Magyar AC          | 22 | 7  | 4  | 11 | 47  | 53 | -6  | 18  |            |
| 8  | Budapesti AK       | 22 | 8  | 2  | 12 | 31  | 52 | -21 | 18  |            |
| 9  | Budapesti TC       | 22 | 6  | 4  | 12 | 25  | 52 | -27 | 16  |            |
| 10 | 33 FC              | 22 | 6  | 3  | 13 | 25  | 51 | -26 | 15  |            |
| 11 | Budapest Honvéd FC | 22 | 5  | 4  | 13 | 22  | 57 | -35 | 14  |            |
| 12 | Fővárosi TK        | 22 | 3  | 5  | 14 | 19  | 59 | -40 | 11  | Descendido |

PJ = Partidos jugados; PG = Partidos ganados; PE = Partidos empatados; PP = Partidos perdidos; GF = Goles a favor; GC = Goles en contra; DG = Diferencia de gol; Pts = Puntos